# Österreichische Fußball-Bundesliga 2015/2016
Österreichische Fußball-Bundesliga 2015/2016 var den 104:e säsongen av österrikiska högstaligan i fotboll. Red Bull Salzburg var inför säsongen regerande mästare och man lyckades försvara mästerskapstiteln.

## Tabeller

### Poängtabell
| Nr | Lag                    | S  | V  | O  | F  | GM | IM | MS  | P  |
| -- | ---------------------- | -- | -- | -- | -- | -- | -- | --- | -- |
| 1  | Red Bull Salzburg (RM) | 36 | 21 | 11 | 4  | 71 | 33 | +38 | 74 |
| 2  | Rapid Wien             | 36 | 20 | 5  | 11 | 66 | 42 | +24 | 65 |
| 3  | Austria Wien           | 36 | 17 | 8  | 11 | 65 | 48 | +17 | 59 |
| 4  | Admira Wacker Mödling  | 36 | 13 | 11 | 12 | 45 | 51 | −6  | 50 |
| 5  | Sturm Graz             | 36 | 12 | 12 | 12 | 40 | 40 | 0   | 48 |
| 6  | Wolfsberg              | 36 | 11 | 10 | 15 | 33 | 36 | −3  | 43 |
| 7  | Ried                   | 36 | 11 | 9  | 16 | 36 | 52 | −16 | 42 |
| 8  | Rheindorf Altach       | 36 | 11 | 7  | 18 | 39 | 49 | −10 | 40 |
| 9  | Mattersburg (U)        | 36 | 10 | 9  | 17 | 40 | 70 | −30 | 39 |
| 10 | Grödig                 | 36 | 9  | 8  | 19 | 42 | 56 | −14 | 35 |